# Perisama xanthica
Perisama xanthica är en fjärilsart som beskrevs av William Chapman Hewitson 1868. Perisama xanthica ingår i släktet Perisama och familjen praktfjärilar. Inga underarter finns listade i Catalogue of Life.

## Bildgalleri

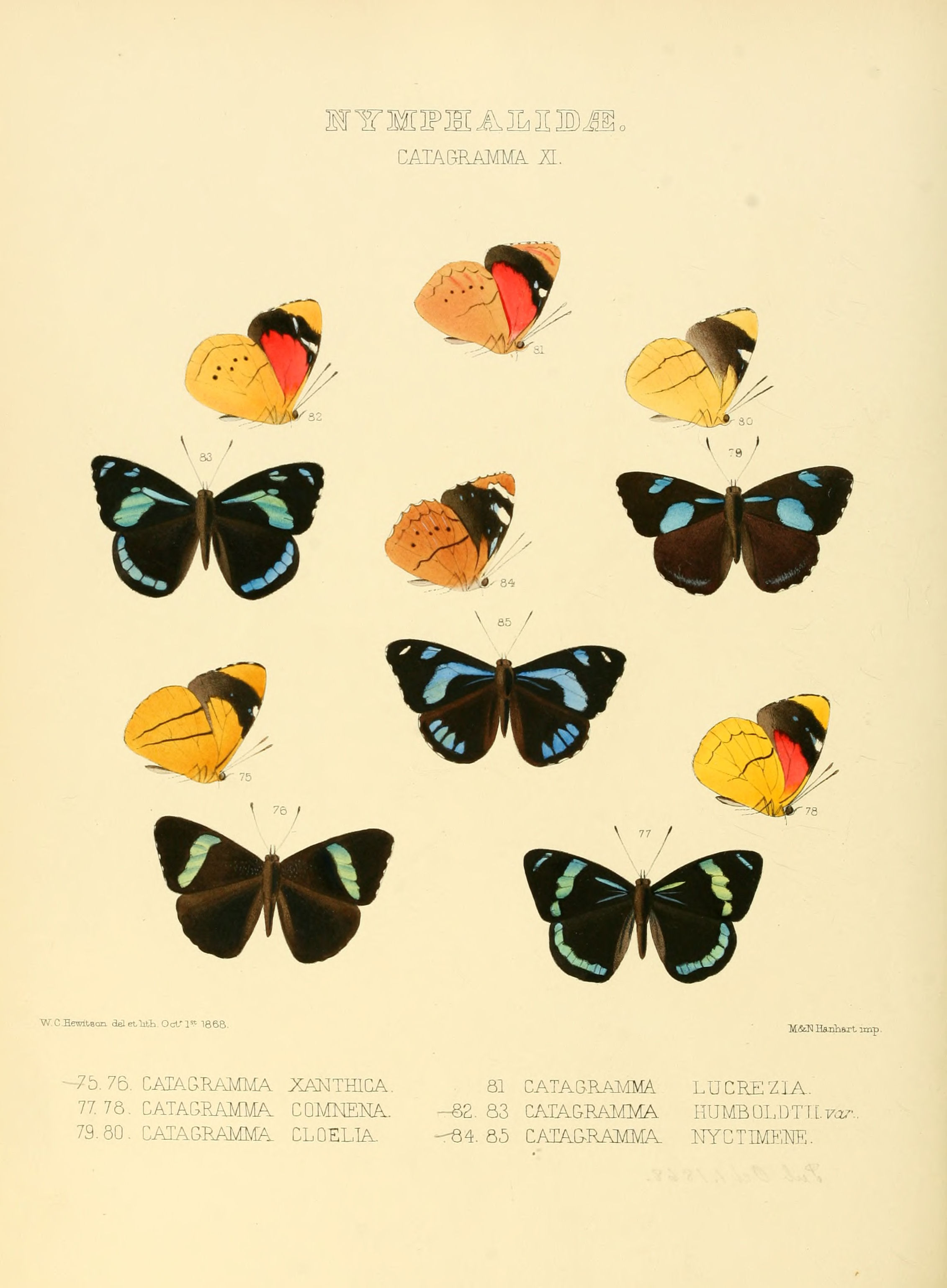